# Списак иностраних музичких извођача који су наступали у Београду током 2022. године
Овај чланак садржи списак иностраних музичких извођача који су током 2022. године наступали у Београду.

## Списак одржаних наступа
| ← 2021. · Март · Април · Мај · Јун · Јул · Август · Септембар · Октобар · Новембар · Децембар · 2023. → |

| Датум               | Извођач                                               | Локација                    | Изв.          |
| ------------------- | ----------------------------------------------------- | --------------------------- | ------------- |
| Март                |                                                       |                             |               |
| 10. и 11. март      | Кезаја Џоунс                                          | Битеф арт кафе              | [ 1 ]         |
| 18. март            | Република Ирска                                       | Битеф арт кафе              | [ 2 ]         |
| Април               |                                                       |                             |               |
| 13. април           | Марко Мендоза                                         | Клуб Фест                   | [ 3 ]         |
| Мај                 |                                                       |                             |               |
| 12. мај             | Аустралија                                            | Београдска арена            | [ 4 ]         |
| 13. мај             | Сједињене Америчке Државе · Сједињене Америчке Државе | Дом омладине Београда       | [ 5 ] [ 6 ]   |
| 17. мај             | Јоргос Даларас (у оквиру Гитар арт фестивала)         | Дом синдиката               | [ 7 ]         |
| 24. мај             | Уједињено Краљевство                                  | Београдска арена            | [ 8 ]         |
| 26. и 27. мај       | Белгија                                               | Битеф арт кафе (Калемегдан) | [ 9 ]         |
| 27. мај             | Кристин Херш                                          | Дом омладине Београда       | [ 10 ]        |
| 30. мај             | Стивен Браун                                          | Дом омладине Београда       | [ 11 ]        |
| Јун                 |                                                       |                             |               |
| 1. јун              | Уједињено Краљевство                                  | Белекспо центар             | [ 12 ]        |
| 9. и 10. јун        | Марио Бјонди                                          | Битеф арт кафе (Калемегдан) | [ 13 ]        |
| 12. јун             | Сједињене Америчке Државе · Италија                   | Културни центар Град        | [ 14 ]        |
| 14. јун             | Израел                                                | Дом омладине Београда       | [ 15 ]        |
| 16. јун             | Сједињене Америчке Државе                             | Драгстор                    | [ 16 ]        |
| 18. јун             | Ели де Мон Џејмс Лег (у оквиру Бугалу фестивала)      | Културни центар Град        | [ 17 ]        |
| 24. јун             | Мали                                                  | Драгстор                    | [ 18 ]        |
| Јул                 |                                                       |                             |               |
| 2. јул              | Сједињене Америчке Државе · Сједињене Америчке Државе | Стадион Ташмајдан           | [ 19 ]        |
| 2. јул              | (у оквиру фестивала Jazz in the Garden)                                 | Ботаничка башта Јевремовац  | [ 20 ]        |
| 3. јул              | Сједињене Америчке Државе                             | Битеф арт кафе (Калемегдан) | [ 21 ]        |
| 9. јул              | Марта Аргерич (уз пратњу Симфонијског оркестра РТС)   | Коларчева задужбина         | [ 22 ]        |
| 11. јул             | Норвешка                                              | Стадион Ташмајдан           | [ 23 ]        |
| 11. јул             | Турска                                                | Драгстор                    | [ 24 ]        |
| 15. јул             | Јамајка                                               | Ботаничка башта Јевремовац  | [ 25 ]        |
| 22. јул             | Андреа Бочели (уз пратњу Симфонијског оркестра РТС)   | Плато Геозавода             | [ 26 ]        |
| 23. јул             | Мариза                                                | Плато Геозавода             | [ 27 ]        |
| Август              |                                                       |                             |               |
| 9. август           | Канада                                                | Запа барка                  | [ 28 ]        |
| 18. август          | Томи Емануел (у оквиру Београдског фестивала пива)    | Ушће                        | [ 29 ]        |
| 19. август          | (у оквиру Београдског фестивала пива)                 | Ушће                        | [ 29 ]        |
| 29. август          | Сједињене Америчке Државе · Уједињено Краљевство      | Стадион Ташмајдан           | [ 30 ]        |
| Септембар           |                                                       |                             |               |
| 1. септембар        | Сједињене Америчке Државе                             | Битеф арт кафе              | [ 31 ]        |
| 3. септембар        | Пољска · Пољска · Пољска                              | Дом омладине Београда       | [ 32 ] [ 33 ] |
| 18. септембар       | Норвешка                                              | Дом синдиката               | [ 34 ]        |
| 23. септембар       | Ману Чао                                              | Ботаничка башта Јевремовац  | [ 35 ]        |
| 27. септембар       | Пољска · Пољска                                       | Електропионир               | [ 36 ]        |
| 29. и 30. септембар | Шерон Ковакс                                          | Битеф арт кафе              | [ 37 ]        |
| Октобар             |                                                       |                             |               |
| 1. октобар          | Уједињено Краљевство                                  | Дом омладине Београда       | [ 38 ]        |
| 7. октобар          | Сједињене Америчке Државе                             | Битеф арт кафе              | [ 39 ]        |
| 19. октобар         | Сједињене Америчке Државе                             | Културни центар Град        | [ 40 ]        |
| 20. и 21. октобар   | Уједињено Краљевство                                  | Битеф арт кафе              | [ 41 ]        |
| 21. октобар         | Уједињено Краљевство                                  | Клуб Фест                   | [ 42 ]        |
| 22. октобар         | Елиза                                                 | Битеф арт кафе              | [ 43 ]        |
| 22. октобар         | Лара Фабијан                                          | Београдска арена            | [ 44 ]        |
| Новембар            |                                                       |                             |               |
| 2. новембар         | Виничо Капосела                                       | Дом омладине Београда       | [ 45 ]        |
| 4. новембар         | Грчка                                                 | Божидарац                   | [ 46 ]        |
| 9. новембар         | Анеке ван Гирсберген                                  | Дом омладине Београда       | [ 47 ]        |
| 11. новембар        | Оливер Три                                            | Дом омладине Београда       | [ 48 ]        |
| 17. новембар        | Сједињене Америчке Државе                             | Културни центар Град        | [ 49 ]        |
| 17. и 18. новембар  | Русија                                                | Електропионир               | [ 50 ]        |
| 19. новембар        | Холандија                                             | Дом омладине Београда       | [ 51 ]        |
| 24. новембар        | Холандија                                             | Београдска арена            | [ 52 ]        |
| 24. новембар        | Ал ди Меола                                           | Дом синдиката               | [ 53 ]        |
| 26. новембар        | Уједињено Краљевство · Њемачка                        | Дом омладине Београда       | [ 54 ]        |
| 30. новембар        | Уједињено Краљевство                                  | Клуб Блек Џорџ              | [ 55 ]        |
| Децембар            |                                                       |                             |               |
| 17. децембар        | Русија                                                | Електропионир               | [ 56 ]        |
| 22. децембар        | Ијан Свенонијус                                       | Културни центар Град        | [ 57 ]        |
| 23. децембар        | Русија                                                | Електропионир               | [ 58 ]        |

## Списак отказаних наступа
| Планирани датум | Извођач                              | Локација              | Изв.          |
| --------------- | ------------------------------------ | --------------------- | ------------- |
| 19. мај         | Трики                                | Барутана              | [ 59 ] [ 60 ] |
| 6. јул          | Уједињено Краљевство                 | Стадион Ташмајдан     | [ 61 ] [ 62 ] |
| 20. септембар   | Аличе (изводи песме Франка Батијата) | Дом омладине Београда | [ 63 ]        |
| 14. октобар     |                                      | Београдска арена      | [ 64 ] [ 65 ] |
| 26. октобар     | Уједињено Краљевство                 | Дом синдиката         | [ 66 ] [ 67 ] |